# José Ramos Preto
José Ramos Preto (Castelo Branco, Louriçal do Campo, 23 de outubro de 1870 — Castelo Branco, Louriçal do Campo, 7 de janeiro de 1949) foi um jurista e político português dos tempos da Primeira República Portuguesa que, entre outras funções, foi governador civil, senador, ministro e presidente do Ministério.

## Biografia
Nasceu no seio de uma família rural abastada, filho de Sebastião Ramos Preto e de Ana Duarte Franco, natural de Louriçal do Campo. Na falta de escolas públicas, fez os estudos primários com professores particulares, tendo continuado o ensino básico na sua terra natal, no Colégio de S. Fiel, instituição privada de ensino religioso onde estudou como aluno externo e concluiu o ensino secundário. Licenciou-se em Direito na Universidade de Coimbra, exercendo depois a carreira de advogado, na qual se distinguiu de forma notável, principalmente pelos seus apurados dotes oratórios. 
Era o principal proprietário da sua localidade natal e dos mais influentes políticos da região de Castelo Branco, cidade de que foi Governador Civil e reitor do respectivo Liceu. Foi também eleito senador pelo círculo eleitoral de Castelo Branco.
Foi deputado e sobraçou várias pastas ministeriais, alcançando a da Justiça entre 8 de Março e 26 de maio de 1920, no governo presidido por António Maria Batista. Na sequência da morte súbita, a 3 de Junho de 1920, do presidente do governo António Maria Baptista, ocorrida em pleno conselho de ministros, José Ramos Preto foi inopinadamente escolhido para o substituir na Presidência do Ministério. Contudo, logo a 18 de Junho,o governo de Ramos Preto foi obrigado a apresentar a demissão, depois de ser criticado por aumentar os vencimentos dos membros dos gabinetes ministeriais. Várias personalidades são convidadas sucessivamente para constituir governo, desistindo, pelo que o governo se mantém em funções até 26 de Junho, data em que é substituído por um ministério presidido por António Maria da Silva.
Esteve ligado ao Colégio de São Fiel, do qual foi aluno e cuja história estudou, sendo o responsável pelo reaproveitamento do mesmo em 1920, para Reformatório Central de S. Fiel, do qual foi o primeiro diretor, e da fundação em 1938, da Sociedade Filarmónica de Louriçal do Campo, duas instituições da sua terra natal, a qual lhe dedica uma artéria na sua toponímia.
José Ramos Preto casou aos 25 anos de idade com Maria Antónia de Mattos Cardoso, natural de Amieira (Nisa), com quem teve três filhas, Maria Sttela, Maria Ema e uma outra que faleceu ainda precoce, sendo que nenhuma delas deixou descendência. Tiveram alguns afilhados, entre eles o embaixador José Gregório Faria e o professor Sebastião Faria Louro. Foram padrinhos do primeiro casamento de Manuel Cordo Bulhosa.